# São Martinho de Alvito
São Martinho de Alvito is een plaats (freguesia) in de Portugese gemeente Barcelos en telt 379 inwoners (2001).

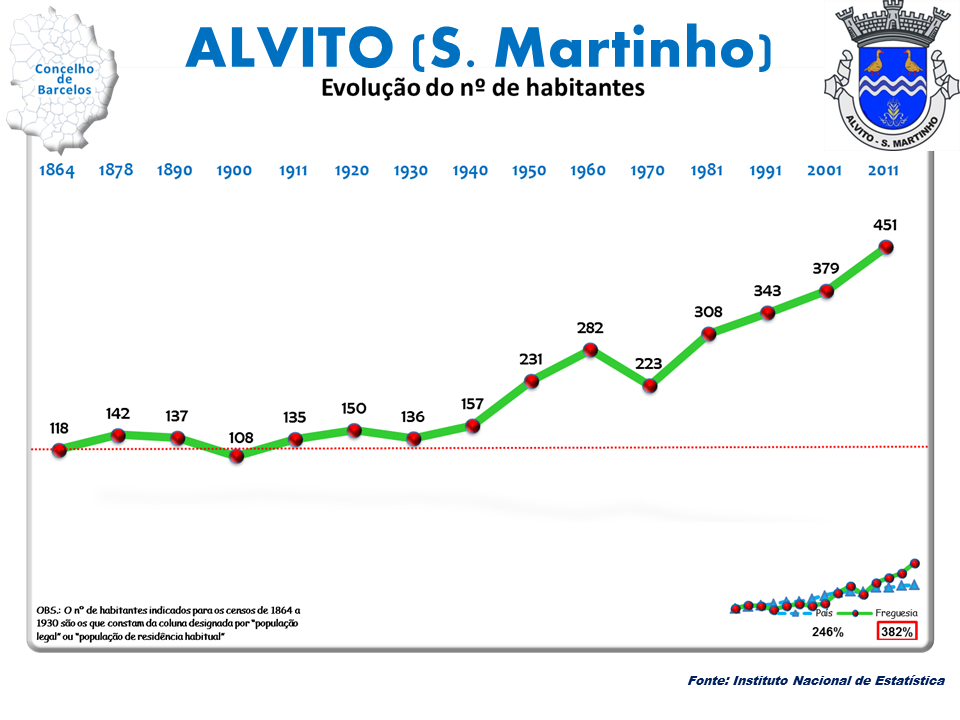
Bevolkingsontwikkeling tussen 1864 en 2011